# بنجامین شوارتز
بنجامین شوارتز (انگلیسی: Benjamin Schwarz؛ زادهٔ ۱۰ ژوئیهٔ ۱۹۸۶) بازیکن فوتبال اهل آلمان است.
از باشگاه‌هایی که در آن بازی کرده‌است می‌توان به باشگاه فوتبال مونیخ ۱۸۶۰ اشاره کرد.